# Circet
 (avril 2020).
Circet est une entreprise française spécialisée dans le domaine des travaux d'installation et de maintenance de réseaux et d'infrastructures de télécommunication fixe et mobile. Ses clients sont les opérateurs de télécommunication, l’État et des collectivités locales et d'autres grands comptes propriétaires d'infrastructures. Son siège est à Solliès-Pont, dans le département du Var, en France.

## Histoire
L'entreprise est créée en février 1993.
Le 1er juillet 2008, Circet devient une filiale à 100% de la holding Prothea.
Entre 2011 et 2013, Circet acquiert Comexpress, STA et la filiale France du groupe Camusat.
CM-CIC entre à son capital en juin 2015.
Entre fin 2016 et 2017, Eritel, Soneg, Sister, Capcom et Capecom se joignent successivement au groupe,.
Favorisée par les aides du plan France Très Haut Débit, Circet réalise de solides performances qui incitent Omnes Capital à investir dans la société en février 2017. En avril 2018, Advent International prend une participation majoritaire en reprenant les parts de CM-CIC, d'Omnes et des dirigeants.
Les ambitions de la société dépassent alors les frontières françaises avec plusieurs fusions-acquisitions à l'international, dont l'irlandais KN Group en novembre 2018, l'espagnol Cableven en janvier 2019, le belge Esas en décembre 2020 pour 250 millions d'euros.
Passant d'un chiffre d'affaires de 775 millions d'euros en 2017 à 2,2 milliards en 2021, et de 3 000 employés à 10 600 sur la même période, Circet est revendue au fonds d'investissement britannique Intermediate Capital Group (en) pour 3,3 milliards d'euros en mai 2021, les dirigeants augmentant leur participation dans la société,,.
En novembre 2021, Circet investit pour la première fois en outre-Atlantique avec une prise d'intérêts chez l'américain KGPCo.
En décembre 2022, Circet rachète Scopelec, une des plus grandes sociétés coopératives et participatives de France.
En juillet 2024, Circet rachète KBE Energy, expert dans l'installation de centrales photovoltaïques dans le sud de la France.

## Critiques
Circet est régulièrement accusée de ne pas satisfaire les rendez-vous de ses clients .

## Présidence
- Paul Henry Sapet[1]
- Philippe Lamazou[1]